# Buddy Miles
George Allen Miles, Jr. (5 de septiembre de 1947 – 26 de febrero de 2008), conocido profesionalmente como Buddy Miles, fue un baterista, vocalista, compositor y productor estadounidense de rock y funk. Fue miembro fundador de The Electric Flag (1967), miembro de la Jimi Hendrix's Band of Gypsys (1969–1970), fundador y líder de la Buddy Miles Express y, más tarde, de la Buddy Miles Band. Además de Hendrix, Miles tocó y grabó con Carlos Santana, Mike Bloomfield y muchos otros. En una vena más ligera, cantó la voz principal en los populares anuncios publicitarios "California Raisins" y grabó dos álbumes para "California Raisins R&B albums".

## Biografía y carrera

### Primeros años de vida
Miles nació en Omaha, Nebraska, el 5 de septiembre de 1947. Su padre fue contrabajista para gente como Duke Ellington, Count Basie, Charlie Parker o Dexter Gordon y a la edad de 12 años, Miles Jr. se unió a su padre en su grupo, The Bebops. Dándole el apodo de "Buddy" por su tío paterno, el baterista Buddy Rich, fue visto en muchas ocasiones, cuando era adolescente, pasando el rato y grabando en los estudios de grabación de la Universal Promotions Corporation, que luego se convirtieron en los Rainbow Recording Studios.

### 1960s: principio de su carrera
Miles tocó durante su adolescencia en una gran variedad de grupos de rhythm and blues y soul incluyendo Ruby & the Romantics, Delfonics y Wilson Pickett. En 1964, Miles conoció a Hendrix en un concierto en Canadá, donde ambos tocaban como instrumentistas de sesión para otros artistas.
En 1967, Miles se unió a Hendrix en una jam session en la casa de Malibú de Stephen Stills. Tocarían más tarde juntos de nuevo en 1968 en Los Ángeles y Nueva York. Ese mismo año, Miles se traslada a Chicago donde se unirá al guitarrista Mike Bloomfield y el cantante Nick Gravenites para formar The Electric Flag, un grupo de blues/rock/soul. Además de ocuparse de las baterías, Miles a veces interpretaba voces principales para el grupo, que hizo su debut en directo en el Monterey Pop Festival a mediados de 1967.
A principios de 1968, la banda lanzó A Long Time Comin', su primer álbum para Columbia. Al año siguiente, el grupo grabó su segundo álbum, An American Music Band. Poco después de esta edición, el grupo se deshizo. Ese mismo año, Hendrix reunió a muchos artistas invitados, entre ellos Miles, durante la grabación de su álbum Electric Ladyland. Miles tocó la batería en una larga jam session que se dividió en dos álbumes, "Rainy Day, Dream Away" y "Still Raining, Still Dreaming", con una canción editada en medio de ambos ("1983 a Merman I Should Turn To Be").
A la edad de 21 años, tras la disolución de The Electric Flag, Miles creó una nueva banda junto a Jim McCarty, que después sería el guitarrista para Cactus. Este nuevo grupo tocó y grabó como la Buddy Miles Express. En 1969, Hendrix escribió un poema corto para Expressway To Your Skull, el primer álbum de estudio de la Buddy Miles Express. Hendrix produjo luego cuatro de las pistas de su siguiente álbum, Electric Church. El título fue extraído del poema de Hendrix.

### 1970s: Más bandas y colaboraciones
En 1970, tras la disolución de la Buddy Miles Express, Miles comenzó a colaborar con Hendrix y el bajista Billy Cox. Juntos formaron la Band of Gypsys, produciendo un álbum en directo con ese mismo nombre antes de disolverse.
Más tarde, mientras grababa el álbum We Got To Live Together, Buddy Miles conoció la noticia de la muerte de Hendrix, cosa que menciona en el libreto del disco. Lanzado en 1971, We Got To Live Together fue producido por Miles y Robin McBride. Contiene cinco temas, incluyendo la instrumental "Easy Greasy". El resto de temas del disco eran "Runaway Child (Little Miss Nothin)", "Walking Down the Highway", "We Got To Live Together" y "Take It Off Him and Put It On Me". Todas las canciones fueron compuestas por Miles con C. Karp salvo la última de ellas. Con su poderosa percusión, matices funky y grandes trompetas, este álbum fue descrito como el súmmum de Buddy Miles.
También en 1971, ya que The Electric Flag había estado inactiva durante casi tres años, Columbia lanzó un álbum de grandes éxitos. Tres años después, en 1974, Miles y The Electric Flag se juntaron brevemente y editaron otro álbum, The Band Kept Playing, en la discográfica Atlantic.
Miles continuó para producir otros discos como la Buddy Miles Band. Una canción que había escrito y grabado con la Band of Gypsys, "Them Changes", fue grabada de nuevo por Miles con su propia banda, editado por Mercury Records poco después de la muerte de Hendrix. La banda incluía al bajista David Hull (que llegaría a trabajar con Joe Perry de Aerosmith), así como el guitarrista Charlie Karp, de la banda Farrenheit,  y The James Montgomery Blues Band. Cuando la Buddy Miles Band lanzó su álbum en directo, incluyeron de nuevo "Them Changes", que se convirtió en la canción insignia de Miles.
Miles vería todavía la canción editada una cuarta vez en un disco de colaboración en directo que hizo con Carlos Santana. Esta versión fue particularmente notable por la intensa energía, las líneas de trompetas y el brillante trabajo de guitarra aportado por un muy joven y energético Santana. De nuevo en 1973, Miles grabó un álbum con The Gun de Adrian Gurvitz llamado Chapter VII. La portada del disco incluye fotos de Miles y su familia así como alguna tomada de Santana, Hendrix y Sly Stone.
Miles iría luego a firmar con la discográfica Casablanca Records, conocida por tener entre sus artistas al grupo Kiss. El trabajo de Miles para la discográfica incluye el álbum lanzado por su propio nombre, Bicentennial Gathering Of The Tribes. Incluía entre sus notas una frase del presidente John F. Kennedy sobre los indios americanos.

### 1980s: Las sesiones del Club Fed
A finales de 1984 y principios de 1985 mientras vivía en un centro de rehabilitación en Oakland, California, Miles iba cada día al Condado de Marin (California) para colaborar con unos cuantos músicos y compositores en los Ice House Studios de San Rafael. Entre esos colaboradores estaban David Jenkins de Pablo Cruise, Pat Craig y Dave Carlson con los Tazmanian Devils, Robbie Long, Bill Craig, Tony Marty, Tony Saunders y Drew Youngs. Primero grabaron una demo, cuyo resultado fue el material para un disco. El proyecto pronto se trasladó a la Record Plant en Sausalito, donde Jim Gaines de Huey Lewis and the News se hizo cargo de las labores de producción.
El grupo produjo más de 15 canciones abarcando desde el funky, ritmos sentimentales hasta baladas R&B. Uno de los temas, "When The Train Leaves the Station", incluía solos de Carlos Santana y Neal Schon de Journey. "Anna", canción que daría título al álbum, ayudó a Miles a conseguir su siguiente trabajo de grabación con la California Raisins. De todas formas, durante la etapa de producción del disco, la Record Plant fue cerrada por el Gobierno de los Estados Unidos cuando su propietario fue acusado de tráfico de drogas. Los músicos y empleados que trabajaban allí comenzaron a llamar al estudio como "Club Fed"; de ahí lo de "las sesiones del Club Fed". Desafortunadamente, el álbum nunca fue editado, y los másteres guardados en las latas quedaron en manos del mánager de Miles. Años más tarde, Pat Craig digitalizó algunas de las mezclas y es conocido por ofrecer el álbum cada cierto tiempo por eBay como objeto de coleccionista bajo el título de Buddy and Me. El listado de temas es "Anna", "Forever in a Moment", "Tonight", "Next to You" y "This Could Be An Everlasting Love".
En 1986, Miles realizó las voces para la campaña publicitaria de "California Raisins" Claymation, sobre todo cantando "I Heard It Through the Grapevine", además de hacer las voces principales en dos álbumes de California Raisins que incluía versiones de temas de R&B de los 60s. En 1986 y 1987 se unió de nuevo a Carlos Santana como vocalista en el disco de Santana Freedom. Entre 1987 y 1988 se mudó al sur de California y creó una formación con Marlo Henderson a la guitarra, Derek Sherinian en los teclados, Michael BeHolden al bajo. La banda giró por la costa californiana, para luego hacer una gira del Chitlin' Circuit en el sur antes de disolverse a principios de 1989.

### 1990s: Giras y recordando a Hendrix
Mientas reside en Chicago en 1990, Miles, con los guitarristas Kevon Smith y Joe Thomas, formó MST. Grabaron Hell and Back en 1994 y giraron por los Estados Unidos y Europa hasta 1997. También se les incluyó en el DVD Tribute to Jimi Hendrix – CAS (1997), dirigido por Patrick Savey.
Desde 1994 hasta 2007, Buddy Miles formuló su nueva versión de la Buddy Miles Express en el área de Nueva York, con Charlie Torres al bajo y voces, Rod Kohn en las guitarras y voces, que sería el componente más longevo de la Buddy Miles Express, y el líder de la banda Mark "Muggie Doo" Leach en el piano Hammond B3, coros y teclados, y Kenn Moutenot para las baterías, voces y encargado de mánager. Giraron casi sin descanso tanto en USA como en el resto del mundo, con cerca de mil conciertos y festivales acreditados.
En 1996, tocó con la banda de rock Phish en el Madison Square Garden. Actuó muchas veces con la banda de blues de Frank Damelio, establecida en Nueva Jersey, Rock'n Daddy, que también incluía al guitarrista Bob "Big Bud" Solberg, al batería Paul "Fergy" Ferguson y al bajista Phil "Catfish" Endean, quien, tras desarrollar artritis en su mano izquierda, abrió una tienda de música en línea Endean, tras un ensayo, dio a Miles una de sus más queridas guitarras, una Fender Stratocaster, que muchas veces usaría Miles en sus conciertos posteriores. En los años finales de los 90s, la banda de Miles tocó en muchos conciertos de homenaje a su amiga y fan, Linda Gillespie, que había muerto en un accidente de coche en la primavera de 1994 en Winthrop Harbor.
En 1997, Miles se mudó a Fort Worth, Texas. Pronto comenzó a colaborar con el joven guitarrista de Dallas llamado Lance López. El fundador de Band of Gypsys se convertiría en el mentor de López, coproduciendo el álbum debut del guitarrista, First Things First, con el productor ganador de un Grammy Jay Newland/Norah Jones. El álbum se editó de forma independiente en 1999.
Se le pudo ver también en el video oficial The Making of Electric Ladyland en Rhino Records. El video incluía entrevistas con la mayoría de instrumentistas que estuvieron envueltos en la grabación del legendario álbum de Hendrix. También incluía imágenes de Miles tocando partes de batería en el estudio, contra las grabaciones multipista originales de Hendrix. En 1999 Miles tocó en el disco de Bruce Cameron, Midnight Daydream, que incluía también a otros alumnos de Hendrix como Billy Cox, Mitch Mitchell o Jack Bruce.

### 2000s: Últimos álbumes y canciones no editadas
En 2000, Miles y Leach colaboraron con la sección rítmica del disco de Stevie Ray Vaughan "Double Trouble", creando el álbum de Buddy Blues Berries que incluía a Rocky Athas de Black Oak Arkansas. Esta formación contribuyó también con una enérgica versión del tema  "Wind Cries Mary" de Jimi Hendrix para el álbum de 2001 Blue Haze, Songs of Jimi Hendrix. Además. Miles compuso y grabó muchas canciones con esta nueva versión de la Buddy Miles Express que aún no han sido editadas. Fue la banda para directo que más duró. De hecho, esta formación continuó durante seis años con los mismos componentes.
La banda continuó con Miles, Leach y un conjunto de otros instrumentistas hasta la muerte de Buddy. El dúo Miles/Leach, así como el saxofonista Patrick Gage y el bajista Dave Blackerby, también realizaron el último álbum de la Buddy Miles Express, Road to Sturgis, un CD benéfico para la Children's Craniofacial Foundation. Miles y Leach continuaron escribiendo nuevo material que sigue sin ser editado hasta pocos días antes de la muerte de Miles.
En 2004, Miles se reunió otra vez con Billy Cox de la Band of Gypsys para volver a grabar canciones del disco en directo original con los guitarristas Eric Gales, Kenny Olsen, Sheldon Reynolds, Andy Aledort y Gary Serkin. El álbum, titulado The Band Of Gypsys Return se editó en 2006. Hasta su muerte, Miles continuó activo en el mundo de la música y actuó en muchos conciertos cuya recaudación se destinó a ayudar y apoyar a las víctimas de desastres naturales y otras causas benéficas.
Se acreditó a Miles en sesiones de grabación con George Clinton/Parliament/Funkadelic.
En 2005, Miles comenzó a colaborar con el virtuoso guitarrista, radicado en Florida, Tony Smotherman, y ambos giraron por el sureste con una banda de blues-rock tocando varios temas de las colaboraciones de Miles con Hendrix. Miles y Smotherman actuaron juntos por última vez en el Austin Convention Center en 2007 con motivo de la Summer NAMM Show con Vernon Reid de Living Colour.

## Amistad y colaboración con Hendrix

### Uso de temas antiguos
Tras la separación de la Jimi Hendrix Experience, Hendrix formó Gypsy Sun and Rainbows. El grupo se deshizo a finales de septiembre de 1969 sin nada mencionable de sus sesiones. De todas formas, grabaron las versiones completas de "Message to Love" y "Machine Gun", que fueron incluidas en el LP de la Band of Gypsys, así como otras dos canciones, "Stepping Stone" e "Izabella" para los siguientes sencillos. Aun así, la canción "Burning Desire" nunca llegó a ser completada por ninguna de las dos bandas.

### Colaboraciones
Entre septiembre y mediados de octubre de 1969, Miles declaró: «Jimi no era feliz. Se sentía falto de poder. No podría haber hecho lo que quería«». Como respuesta, a mediados de octubre de 1969, Hendrix formó un grupo de corta vida llamado Band of Gypsys, al que Miles se pudo incorporar. Alan Douglas y Stephan Bright fueron inicialmente encargados de la producción de las sesiones de grabación, pero Cox inmediatamente chocó con la pareja, considerándolos indignos. Cox finalmente se despidió de las sesiones tras un duro encontronazo con Bright, yéndose por dos semanas a su casa en Nashville, antes de ser engatusado para que volviese. Tras el mes y medio de Douglas y Bright, solo produjeron una pista de coros vocales para el tema "Room Full of Mirrors". En consecuencia, la pareja abandonó el proyecto, indicando presiones desde la discográfica, el mánager de Hendrix, Michael Jeffery, y la propia "falta de interés" de Hendrix.
El mismo día que Douglas abandonó, Hendrix firmó un contrato con Bill Graham para dos fechas en el Fillmore East. Primero, Hendrix había estado hablando sobre las "jam" de la Band of Gypsys desde finales de 1968, tras la llegada de Chalpin. También anunció al grupo tanto como 'Gypsy Sun and Rainbows' como 'Band of Gypsys' durante su concierto en Woodstock. Hasta ese momento, los dos LP de Woodstock se acreditaban solo como 'Jimi Hendrix'. La grabación del concierto en el Fillmore East era inicialmente un LP sencillo, pero se añadieron cortes adicionales para editar un doble LP, Live at the Fillmore East. Durante los dos meses y medio anteriores a las dos noches en las que se hicieron las grabaciones, el grupo ensayó y grabó en Nueva York. Se requirió a Hendrix que diese su siguiente LP a Ed Chalpin para editarlo con la discográfica Capitol Records, pero estaba enredado en un litigio relativo al contrato que Chalpin había firmado con la compañía de discos PPX, su acuerdo con Jeffery & Chandler antes del contrato y el comienzo de su reconocimiento internacional. Este hecho llevó a Miles y Billy Cox a ser contratados como empleados a tiempo completo, con duración de tres meses, para las grabaciones de la 'Band of Gypsys'. Al final, el grupo produjo el LP para Chalpin y Capitol, así como un sencillo para Reprise.

### La muerte de Hendrix
Durante un evento de caridad para el Comité Moratorium to End the War in Vietnam un mes después, Hendrix tuvo un pequeño desvanecimiento en el escenario. Las especulaciones al respecto incluyeron que pudiese estar relacionado con el consumo de drogas, así como que pudiera tratarse de un acto de sabotaje por parte de un mánager frustrado, Michael Jeffery. Jeffery no era seguidor de la Band of Gypsys, reivindicado por Miles como un hecho. Miles dijo esto sobre el incidente años después: «Jeffery dio un ácido a Jimi antes de salir a escena... [Jimi] estaba asustado. Le dije a Jeffery que era un completo idiota... Una de las mayores razones para que Jimi esté muerto es por culpa de este tipo». Miles y Jeffery ya mantenían una relación tensa porque Jeffery no estaba muy de acuerdo con la cercana relación de amistad entre Miles y Hendrix. Tras un evento en el Madison Square Garden en enero de 1970, Jeffery le dijo a Miles que estaba despedido y la Band of Gypsys se disolvía. Aun así, Cox, y presumiblemente Miles también, cobró el salario de su contrato a tiempo completo, así como $1000 más por sus servicios una semana antes.

### ÁlbumBand of Gypsys
Sumado a la grabación del LP en directo, se hicieron grabaciones en estudio durante los ensayos que llevaron a las dos actuaciones y continuaron de forma esporádica durante las tres semanas posteriores. Las grabaciones de Cox y Miles para la cara A del sencillo se completaron el día 7, y la única pista terminada fue "Power of Soul" el día 21. En este punto, la mayor parte del tiempo de Hendrix y Eddie Kramer se invirtió en doblar las guitarras de Hendrix y la mezcla de las pistas de estudio, así como el comienzo de la muy larga mezcla y edición para el LP final. Alguna de aquellas canciones fueron "marcadas" por Hendrix como posibles para su próximo LP. Entre ella se incluyen "Room Full of Mirrors", "Ezy Ryder", "Power of Soul", y los sencillos de la Band of Gypsys "Stepping Stone" e "Izabella", editados una semana después del LP, pero distribuidos por Reprise Records. A la versión original de "Stepping Stone" se la dotó de otra nueva guitarra y las baterías de Miles se reemplazaron por las de Mitchell, además de ser remezclada por Hendrix con la intención de editarla en su siguiente LP. Estas mismas canciones han sido editadas en muchísimos álbumes póstumos de Hendrix. El álbum Band of Gypsys —editado en marzo de 1970 en USA y en junio de ese mismo año en el Reino Unido— llegó al Top 10 a ambos lados del Atlántico y permaneció en las listas americanas durante más de un año. Además, de la extensa gira final de Hendrix y su trágica muerte el 18 de septiembre de 1970, hizo que el álbum se vendiese en mayor medida y durante un periodo de tiempo más prolongado. A día de hoy hay videos de Miles y Randy Hansen versionando muchas de las canciones de Jimi en un sitio web importante.

## Muerte y legado
A la edad de 60 años, Buddy Miles murió el 26 de febrero de 2008, en su casa de Austin, Texas, con su familia a su lado. De acuerdo con su página web, murió por enfermedad cardíaca congestiva.
Ya existía historial de fallo coronario congestivo en su familia. Su hermana y su madre murieron también por esta misma enfermedad. Era conocido el hecho que su corazón había estado luchando, trabajando solo al 15%, y su salud se había ido deteriorando en los meses previos a su muerte. De acuerdo a sus amigos, "... había desconectado su desfribilador y estaba preparado para el cielo." No se realizó funeral, ya que Miles fue incinerado.
El día antes de su muerte, Buddy escuchó a Steve Winwood y Eric Clapton tocar "Them Changes" en el Madison Square Garden a través de su teléfono celular. "Them Changes" es ahora parte del set de Clapton en directo como tributo a Miles. El periódico británico The Independent sacó un obituario a página completa titulada "Buddy Miles: Flamboyant Hendrix drummer" en su edición del viernes 29 de febrero de 2008.
Preguntado por la revista americana de música Seconds por cómo quería ser recordado, Miles simplemente contestó: "El peor de los malos. La gente dice que soy el peor batería. Si es cierto, gracias mundo." Un concierto en su memoria tuvo lugar el 30 de marzo de 2008 en el Threadgill de Riverside Drive, South Austin.

## Discografía

### Solo
- Expressway to Your Skull – Mercury (1968)
- Electric Church – Mercury (1969)
- Them Changes – Mercury (1970)
- We Got to Live Together – Mercury (1970)
- A Message to the People – Mercury (1971)
- Buddy Miles Live – Mercury (1971)
- Booger Bear – Columbia (1973)
- Chapter VII – Columbia (1973)
- All the Faces of Buddy Miles – Columbia (1974)
- More Miles Per Gallon – Casablanca (1975)
- Bicentennial Gathering of the Tribes – Casablanca (1976)
- Sneak Attack – Atlantic (1981)
- Hell and Back – United For Opportunity – Douglas Records (1994)
- Tribute to Jimi Hendrix	 – CAS (1997)
- Miles Away from Home – Hip-O (1997)
- Blues Berries – Ruf (2002)
- Changes – SPV (2005)

### Álbumes de Jimi Hendrix
- Electric Ladyland – baterías en "Rainy Day, Dream Away" y "Still Raining, Still Dreaming" (1968)
- The Cry of Love – baterías en Ezy Rider (1971)
- Rainbow Bridge- baterías y voces en "Earth Blues" y "Room Full of Mirrors" (1971)
- War Heroes – baterías en "Izabella" (1972)
- Loose Ends – baterías y voces en "Blue Suede Shoes", "Burning Desire", y "Born a Hootchie Cootchie Man" (1974)
- Crash Landing – baterías y voces en "Message to Love and Power of Soul" (1975)
- Nine to the Universe – baterías en "Message from Nine to the Universe" y "Young/Hendrix" (1980)
- People, Hell and Angels – baterías y voces en "Earth Blues", "Somewhere", "Hear My Train A Comin", "Bleeding Heart", "Let Me Move You", y "Hey Gypsy Boy" (2013)

### Colaboraciones
- The Electric Flag – A Long Time Comin' – Columbia (1968)
- The Electric Flag – The Electric Flag: An American Music Band – Columbia (1968)
- Jimi Hendrix – Band of Gypsys – Capitol (1970)
- John McLaughlin – Devotion – Douglas (1970)
- Carlos Santana & Buddy Miles! Live! – Columbia (1972)
- Jeff Berlin – Pump It! – Passport Jazz (1986)
- Hardware – Third Eye Open (1994)

## Otras lecturas
- Pareles, Jon (29 de febrero de 2008). "Buddy Miles, 60, Hendrix Drummer, Dies". The New York Times. Obtenido en February 29, 2008.
- Perrone, Pierre (29 de febrero de 2008). "Buddy Miles: Flamboyant Hendrix drummer". periódico The Independent.
- Cheech and Chong Dot Com (27 de febrero de 2008) "REST IN PEACE BUDDY MILES". '